# 윤춘근
윤춘근(尹春根)은 대한민국의 군인이다.
한국 전쟁 개전 당일, 윤춘근은 제7사단에 배속된 제9연대장 (중령)이었다. 전날 사단으로부터 “재량에 따라 주말외출을 실시토록 하라”는 통보를 받고, 오랫동안의 긴장 속에서 대기한 바 있는 병사들에게 외출과 외박을 허용할까 생각하다가 당면의 적정이 수상한 까닭으로 영내에서 휴무하도록 조치하였다. 첫 보고를 받은 것은 4시 30분이었는데 그는 대대장의 유선보고를 받는 순간 근래에 야기된 일련의 사건이 연상되어 이것이 곧 북한군의 대규모 공격일 것으로 판단하고 이 사실을 사단에 보고하는 한편 연대비상에 돌입하였다. 그리하여 의정부읍 금오리에 대기 중인 제 1, 3 양 대대로 하여금 “천계산(424고지)-가랑산(350고지)간의 주진지를 점령하여 기정방침에 따라 적을 조지, 격멸토록 하라”고 명령하는 동시에 제2대대장 전순기 소령에게 현 위치에서 최대한의 지연전을 펴도록 하였다.
1952년 11월 13일, 윤춘근 준장은 제12사단장에 임명되었다. 윤춘근은 국민개병제란 말뿐이고 특권계층의 자식들은 제대로 징집되지 않고 있던 현실을 개탄하기도 했다. 실제로 그의 자식은 1953년 당시에 사병으로 근무하고 있었다.